# جامعة التنمية البشرية
جامعة التنمية البشرية هي جامعة وقفية غير ربحية، أسسها البروفيسور الدكتور علي محيي الدين القره داغي رئيس الإتحاد العالمي لعلماء المسلمين عام 2008م، تحت إشراف وزارة التعليم العالي والبحث العلمي في إقليم كردستان العراق، جدير بالذكر أن الشهادة العلمية التي تمنحها الجامعة لخريجيها معترف بها من قبل وزارة التعليم العالي والبحث العلمي العراقية، وقد تأسست الجامعة لتلبية احتياجات الطلاب الراغبين في محافظة السليمانية وبقية محافظات الاقليم والعراق وخاصة اولئك الذين لم يتوفر لديهم فرصة الدراسة في الاقسام التي يرغبون فيها في الجامعات الحكومية.

## التاريخ
تأسست جامعة التنمية البشرية في 16 كانون الأول 2008 بعد حصولها على الإجازة الرسمية من قبل وزارة التعليم العالي والبحث العلمي في إقليم كردستان استناداً الى القرار المرقم (3/19211 ) فتم افتتاح الجامعة في 27 كانون الأول 2008، وقد اعترفت وزارة التعليم العالي والبحث العلمي العراقية  بالشهادة العلمية التي تمنحها الجامعة حسب القرار المرقم ( 5/9667 ) بتأريخ 20/5/2013.
وقد بدأت الدراسة الأكاديمية في الجامعة في السنة الدراسية( 2008-2009) ووصل عدد الطلاب المقبولين فيها إلى( 379 ) طالب وطالبة ضمن ثلاثة كليات هي:
-       كلية القانون والسياسية وتألفت من قسم القانون وقسم العلوم السياسية.
-       كلية العلوم والتكنولوجيا وتألفت من قسم الحاسوب.
-       كلية اللغات وتألفت من قسم اللغة الإنجليزية. 
واستطاعت الجامعة خلال سنوات قليلة ان تتسع وتتطور من خلال فتح كليات وأقسام أخرى وبالشكل التالي:
-       قسم اللغة العربية ضمن كلية اللغات في السنة الدراسية (2009- 2010).
-       قسم العلوم المالية والمصرفية ضمن كلية الإدارة والإقتصاد في السنة الدراسية (2009- 2010). 
-       قسم الدبلوماسية والعلاقات العامة ضمن كلية القانون والسياسة في السنة الدراسية (2014- 2014).
-       قسم علوم المختبرات الطبية ضمن كلية العلوم الطبية في السنة الدراسية (2021- 2022).
-       كلية التمريض في السنة الدراسية (2021- 2022). 
وخلال المسيرة العلمية للجامعة البالغة ستة عشر عاماً استطاعت أن تخرج     ( 7418 ) طالباً و طالبة.

## الكليات
- كلية القانون والسياسة
- كلية الأدارة والاقتصاد
- كلية اللغات
- كلية العلوم والتكنولوجيا
- كلية علوم الطبية
- كلية التمريض
- كلية الصيدلة

## وصلات خارجية
uhd.edu.iq